# Чемпіонат України з боксу 2014
XXIII Чемпіонат України з боксу серед чоловіків — головне змагання боксерів-любителів в Україні, організоване Федерацією боксу України, що відбулося з 23 по 28 вересня 2014 року в Києві на манежах спорткомплексу ЦСК ЗС України та у «Палаці спорту» (фінальні поєдинки). В турнірі взяли участь 162 боксери у 10 вагових категоріях.
Змагання було проведено за правилами AIBA: спортсмени боксували без захисних шоломів, у вагових категоріях до 69 кг боксери використовували рукавички вагою 10 унцій, а у більш важкій вазі — 12-унцові. Поєдинок обслуговували п'ятеро суддів, однак при винесенні рішення враховувалася думка лише трьох з них.
Турнір пройшов під гаслом «Спорт проти війни!» задля допомоги та збору коштів для поранених військових у зоні АТО.

## Розклад
| Дата       | Час 1                               | Час 2                               | Раунд                               |
| ---------- | ----------------------------------- | ----------------------------------- | ----------------------------------- |
| 22 вересня | Прес-конференція з нагоди відкриття | Прес-конференція з нагоди відкриття | Прес-конференція з нагоди відкриття |
| 23 вересня | 15:00                               | 19:00                               | Попередній етап                     |
| 24 вересня | 13:00                               | 17:00                               | Попередній етап                     |
| 25 вересня | 13:00                               | 17:00                               | Попередній етап                     |
| 26 вересня | 14:00                               | 18:00                               | Півфінали                           |
| 27 вересня | День відпочинку                     | День відпочинку                     | День відпочинку                     |
| 28 вересня | 19:00                               |                                     | Фінали                              |

## Медалісти
| Дисципліна                       | Золото            | Срібло              | Бронза             |
| -------------------------------- | ----------------- | ------------------- | ------------------ |
| до 49 кг, чоловіки докладніше    | Дмитро Замотаєв   | Денис Козарук       | Вадим Царенко      |
| до 49 кг, чоловіки докладніше    | Дмитро Замотаєв   | Денис Козарук       | Назар Куротчин     |
| до 52 кг, чоловіки докладніше    | Ігор Сопінський   | Єгор Голуб          | Денис Ящук         |
| до 52 кг, чоловіки докладніше    | Ігор Сопінський   | Єгор Голуб          | Денис Шкарубо      |
| до 56 кг, чоловіки докладніше    | Микола Буценко    | Олександр Шепелюк   | Степан Стефанишин  |
| до 56 кг, чоловіки докладніше    | Микола Буценко    | Олександр Шепелюк   | Олег Довгун        |
| до 60 кг, чоловіки докладніше    | Олег Прудкий      | Дмитро Руденко      | Ігор Магурін       |
| до 60 кг, чоловіки докладніше    | Олег Прудкий      | Дмитро Руденко      | Огнеслав Іщенко    |
| до 64 кг, чоловіки докладніше    | Денис Берінчик    | Володимир Матвійчук | Юрій Шепелюк       |
| до 64 кг, чоловіки докладніше    | Денис Берінчик    | Володимир Матвійчук | Тігран Сімонян     |
| до 69 кг, чоловіки докладніше    | Ярослав Самофалов | Євген Барабанов     | Ігор Нестеров      |
| до 69 кг, чоловіки докладніше    | Ярослав Самофалов | Євген Барабанов     | Олег Зубенко       |
| до 75 кг, чоловіки докладніше    | Тарас Головащенко | Валерій Харламов    | Арсен Різун        |
| до 75 кг, чоловіки докладніше    | Тарас Головащенко | Валерій Харламов    | Олексій Казім-Заде |
| до 81 кг, чоловіки докладніше    | Олександр Ганзуля | Олександр Хижняк    | Денис Солоненко    |
| до 81 кг, чоловіки докладніше    | Олександр Ганзуля | Олександр Хижняк    | Максим Коц         |
| до 91 кг, чоловіки докладніше    | Геворг Манукян    | Денис Пояцика       | Сергій Радченко    |
| до 91 кг, чоловіки докладніше    | Геворг Манукян    | Денис Пояцика       | Іван Юхта          |
| понад 91 кг, чоловіки докладніше | Віктор Вихрист    | Тарас Неудачин      | Владислав Сіренко  |
| понад 91 кг, чоловіки докладніше | Віктор Вихрист    | Тарас Неудачин      | Єгор Плевако       |